# Berberis pachyacantha
Berberis pachyacantha là một loài thực vật có hoa trong họ Hoàng mộc. Loài này được Bien. ex Koehne mô tả khoa học đầu tiên năm 1893.